# Castle Rock (Edinburgh)
Der Castle Rock im Zentrum der schottischen Hauptstadt Edinburgh ist der Basaltkegel eines erloschenen Vulkans. Auf dem Fels steht das Edinburgh Castle.
Die Felsformation entstand vor rund 340 Millionen Jahren, als über Jahrhunderte flüssiges Magma aus dem Erdinneren hervorquoll. Nach dem Erkalten der Lava wurde der Kegel mit Sedimenten bedeckt, die durch die Eiszeiten wieder abgetragen wurden. So entstand auch das Plateau, das etwa 120 Meter über dem Meeresspiegel und circa 80 Meter über dem umgebenden Gelände der Stadt liegt. Nach drei Seiten hin fällt der Fels fast senkrecht ab. An der Ostseite ist die Steigung hingegen so gering, dass das Bergplateau auf dieser Seite problemlos zu Fuß zu erreichen ist. Diese geologische Besonderheit machte den Castle Rock schon früh zu einem idealen Platz für den Bau einer Verteidigungsanlage oder zu einem Rückzugsort bei drohender Gefahr.
Bei mehreren archäologischen Ausgrabungen auf dem Gelände der heutigen Anlage konnten Besiedlungsspuren nachgewiesen werden, die bis etwa ins 9. Jahrhundert vor Christus zurückreichen. Die Funde deuten auf eine erste Bebauung mit großen Rundhäusern hin. Ab dem 2. Jahrhundert nach Christus lässt sich aufgrund der archäologischen Funde eine kontinuierliche Besiedlung des Castle Rocks mit sehr hoher Wahrscheinlichkeit annehmen.